# Infiniti Kuraza
Der Infiniti Kuraza ist ein Konzeptauto, das von Infiniti 2005 auf der North American International Auto Show vorgestellt wurde. Beim Kuraza handelt es sich um ein SUV mit sechs Sitzen, verteilt auf drei Sitzreihen und begehbar jeweils durch eine eigene Seitentür.
Der Kuraza diente der Probe von neuem Design, eine Serienproduktion ist nicht geplant.